# A tiro de piedra
A tiro de piedra es un filme dirigido por Sebastián Hiriart. Se estrenó el 18 de diciembre de 2010 en el Festival Internacional de Cine de San Sebastián en San Sebastián, España.

## Sinopsis
Jacinto Medina, joven de 21 años de edad, esta aburrido de su vida como pastor en el norte de México, San Luis Potosí. Un día encuentra un llavero en el suelo y lo ve como una señal al tiempo que guiándose por su sueños, emprenderá un viaje que lo hará recorrer miles de kilómetros, hacia los Estados Unidos, sufriendo los avatares que cualquier inmigrante ilegal, solo que su objetivo no es conseguir trabajo en suelo americano.

## Producción
La filmación de esta película contó con locaciones en distintos estados de la república mexicana, entre los que se encuentran San Luis Potosí, Coahuila, Chihuahua y Sonora. En Estados Unidos, las locaciones estuvieron en Arizona, California y Oregon.

## Reparto
| Actor              | Personaje      |
| ------------------ | -------------- |
| Gabino Rodríguez   | Jacinto Medina |
| Montserrat Ángeles |                |
| Randy Watkins      |                |
| Rogelio Medina     |                |
| Alejandra España   |                |
| Julián Silva       |                |